# السعودية في بطولة العالم لألعاب القوى 2013
المملكة العربية السعودية مشاركه في بطولة العالم لألعاب القوى 2013 في موسكو ، روسيا ، في الفترة من 10-18 أغسطس 2013. وضم فريق السعودية 11 رياضيا لتمثيل السعودية في هذا الحدث.
المسار
| اللاعب                                                                                          | الحدث                                                    | تصفيات | تصفيات | تصفيات | تصفيات | نصف نهائي | نصف نهائي | نهائي | نهائي |
| اللاعب                                                                                          | الحدث                                                    | توقيت  | ترتيب  | توقيت  | ترتيب  | توقيت     | ترتيب     | توقيت | ترتيب |
| ----------------------------------------------------------------------------------------------- | -------------------------------------------------------- | ------ | ------ | ------ | ------ | --------- | --------- | ----- | ----- |
| يوسف مسرحي                                                                                      | بطولة العالم لألعاب القوى 2013 – رجال 400 متر ‏           |        |        |        |        |           |           |       |       |
| عبد العزيز لادان محمد                                                                           | بطولة العالم لألعاب القوى 2013 – رجال 800 متر ‏           |        |        |        |        |           |           |       |       |
| عماد نور                                                                                        | بطولة العالم لألعاب القوى 2013 – رجال 1500 متر ‏          |        |        |        |        |           |           |       |       |
| فهد محمد السبيعي محمد علي البيشي إسماعيل الشيباني محمد عبيد الصالحي بندر عطية الكعبي يوسف مسرحي | بطولة العالم لألعاب القوى 2013 – رجال 4 × 100 متر تناوب ‏ |        |        |        |        |           |           |       |       |

الأحداث الميدانية
| اللاعب          | الحدث     | التصفيات     | التصفيات | نهائي        | نهائي   |
| اللاعب          | الحدث     | ارتفاع العرض | الترتيب  | ارتفاع العرض | الترتيب |
| --------------- | --------- | ------------ | -------- | ------------ | ------- |
| سلطان عبدالمجيد | رمي الكرة |              |          |              |         |
| سلطان مبارك     | رمي القرص |              |          |              |         |